# مارتي أهتيسآري
مارتّـي أهتيسآري (Martti Ahtisaari؛ فيبوري، 23 يونيو 1937-16 أكتوبر 2023). الرئيس الفنلندي العاشر (1994–2000)، والمبعوث الخاص للأمين العام للأمم المتحدة لعملية تحديد وضع كوسوفو المستقبلي وذلك من نوفمبر 2005. حاز على جائزة نوبل للسلام في عام 2008 لمجهوداته على مدى عقود لحل النزاعات الدولية.
جاب أهتيسآري العالم خدمة للسلام لا سيما بصفته رئيسا لمبادرة إدارة الأزمات، وهي منظمة غير الحكومية أسسها عام 2000، وأدت وساطته للتوصل أيضا إلى اتفاق سلام وقع عام 2005 بين الحكومة الإندونيسية والمتمردين الانفصاليين السابقين من حركة اتشيه الحرة، مما أنهى نزاعا أوقع حوالي 15 ألف قتيل منذ عام 1976، وبموجب هذا الاتفاق ألقت حركة اتشيه الحرة السلاح فيما سحبت السلطة المركزية قسما كبيرا من قواتها المسلحة المنتشرة في الإقليم. ويبقى هذا الاتفاق من أبرز نجاحات اهتيساري.
وإلى جانب «اتفاق اتشيه»، كوفئ اهتيساري عن مسيرة دبلوماسية ناجحة، ففي عام 1990 عمل على مواكبة ناميبيا سلميا نحو الاستقلال. وبعد تسع سنوات تولى وساطة أدت إلى وقف ضربات حلف شمال الأطلسي على يوغوسلافيا السابقة في ظل رئاسة الرئيس السابق سلوبودان ميلوسيفيتش.
في عام 2000، أشرف أيضا على نزع أسلحة الجيش الجمهوري الأيرلندي في أيرلندا الشمالية، وفي العام 2007 نظم محادثات بين عراقيين سنة وشيعة للتقريب بينهما.
توفي في 16 أكتوبر 2023 عن عمر ناهز السادسة والثمانين.

## رئيس فنلندا

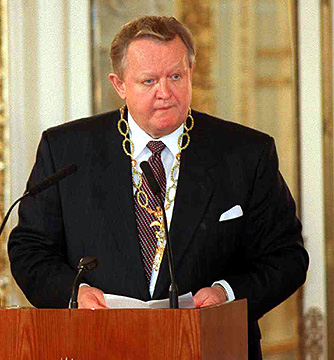
أهتيساري في عام 1997.

بدأ أهتيسآري الحملة الانتخابية الرئاسية في فنلندا عندما كان ما يزال عضواً في مجلس الأمن للتعامل مع البوسنة. تسبب كساد المستمر فنلندا أنشأت شخصيات سياسية لتفقد الدعم الشعبي، والانتخابات الرئاسية المباشرة والآن، بدلا من أن يجري من خلال المجمع الانتخابي. في عام 1993، قبلت اهتيساري ترشيح الحزب الاشتراكي الديمقراطي. وصورته تشوبها شائبة من الناحية السياسية عاملا رئيسيا في الانتخابات، كما كان رؤيته لفنلندا كما تشارك بنشاط في الشؤون الدولية. اهتيساري فاز بفارق ضئيل على منافسه الجولة الثانية، إليزابت رين من حزب الشعب السويدي. وخلال الحملة، كان هناك انتشار شائعات من قبل بعض المعارضين السياسيين للاهتيساري انه كان يعاني من مشكلة الشرب أو بأنه وافق على علم راتب مزدوج من وزارة الخارجية الفنلندية ومن الأمم المتحدة بينما كان يحاول التفاوض لانهاء الحرب في البوسنة. ونفى كل من الادعاءات واهتيساري على دليل مؤكد منهم ظهرت. وخلال حملة استمرت ثلاثة أسابيع بين جولتي الانتخابات الرئاسية، وكان اهتيساري واشاد من قبل مؤيديه لكونه أكثر رحمة تجاه الفنلنديين العديد من العاطلين عن العمل من رين، الذي كان وزير الدفاع لدعم سياسات الحكومة رسميا أهو الاقتصادية الصارمة. وظهر فضيحة طفيفة خلال مناظرة رئاسية بلدة قاعة الطراز في لابينرانتا، جنوب فنلندا، على ما يبدو عندما امرأة ولدت من جديد في الحضور المسيحي طلب رين ما علاقتها مع يسوع. أجاب رين أنها شخصيا لا دليل على أن يسوع كان الشخص التاريخية. تجنب الرد على إجابة دقيقة اهتيساري بالقول أنه لا يثق الاعتراف اللوثرية حتى بشأن هذه المسألة.
بدأت فترة ولايته كرئيس بانقسام داخل حكومة حزب الوسط بقيادة رئيس الوزراء إسكو أهو الذي لم يقبل بسياسة أهتيسآري الخارجية النشطة. كما كان هناك بعض الجدل حول حديث أهتيسآري عن القضايا الداخلية كالبطالة. سافر على نطاق واسع في فنلندا والخارج، وكان يلقب ب«ماتكا - مارا». أسفاره الشهرية في أنحاء البلد، مع ذلك عززت لقاءاته مع المواطنين العاديين (وmaakuntamatkat أو ما يسمى ب «رحلات المقاطعة») إلى حد كبير في شعبيته السياسية. وفـّى أهتيسآري بوعده الانتخابية بزيارة إحدى مقاطعات فنلندا التاريخية كل شهر خلال فترة رئاسته. تبرع بعدة آلاف من الماركات الفنلندية شهرياً لمنظمات العاطلين عن العمل، وبضعة آلاف من الماركات الفنلندية على المنظمة الاجتماعية المسيحية للواعظ والعامل الاجتماعي فيكو هورستي.